# Stepok (obwód winnicki)
Stepok (ukr. Степок) – osiedle na Ukrainie, w obwodzie winnickim, w rejonie czerniweckim. W 2001 roku liczyło 44 mieszkańców.